# 凱萊冰原島峰
85°39′S 146°44′W / 85.650°S 146.733°W
凱萊冰原島峰（英語：Kelley Nunatak）是南極洲的冰原島峰，位於瑪麗伯德地，美國地質調查局根據測量和該國海軍的空中照片繪入地圖，現時由南極條約體系管理。